# Омар в большом городе
«Омар в большом городе» — российский комедийный веб-сериал от объединенной редакции «Москва Медиа», получил звание лучшего веб-сериала 2019 года. Первая серия «Омара» на YouTube набрала больше трех миллионов просмотров. В январе 2020 года проект получил золотую кнопку ютуба.

## Сюжет
История молодого парня из дагестанского села Новолакское, которого родители пытались женить на девушке из очень хорошей семьи. Чтобы избежать свадьбы, главный герой придумывает, что работает в «Газпроме» и уезжает в Москву. На вокзале Омар знакомится с таксистом Олегом, и с этого момента начинаются его трагикомические приключения в большом городе.